# Паго Ют
«Паго Ют» (англ. Pago Youth FC) — футбольный клуб из Американского Самоа. Выступает в Высшей лиге. Является одной из самых успешных команд Американского Самоа наряду с ФК Панса. Домашние матчи проводит на стадионе Ветеранс Мемориал.

## История
Четырёхкратный чемпион Американского Самоа. Чемпионство в сезоне 2011/2012 дало команде право на участие в Лиге чемпионов ОФК 2012/2013. Однако клуб выбыл в первом же раунде.

## Достижения
- Чемпион Американского Самоа: 4

2008, 2010, 2011, 2012.